# Comorenvasapapegaai
De comorenvasapapegaai (Coracopsis sibilans) is een vogel uit de familie Psittaculidae (papegaaien van de Oude Wereld). De vogel werd lang als ondersoort beschouwd van de kleine vasapapegaai (C. nigra). Het is een voor uitsterven gevoelige soort op de Comoren.